# Hippocratea micrantha
Hippocratea micrantha là một loài thực vật có hoa trong họ Dây gối. Loài này được Cambess. mô tả khoa học đầu tiên năm 1829.